# Cayo Bahía de Cádiz
Cayo Bahía de Cádiz est une caye de l'archipel Sabana-Camagüey, sur la côte nord de Cuba dans la province de Matanzas.

## Localisation
Cayo Bahía de Cádiz se trouve sur la côte nord de Cuba, dans l'archipel Sabana-Camagüey, à l'extrémité est des cayos Falcones. La mer concernée est le détroit de Floride (golfe du Mexique),.
Il appartient administrativement à la province de Matanzas ; la province de Villa Clara commence à moins de 3 km à l'est du cayo Bahía de Cádiz.
Le cayo Bahía de Cádiz est à environ 15 km ouest-sud-ouest du trou bleu de l'Ojo del Mégano (province de Villa Clara) classé élément naturel remarquable (Elemento Natural Destacado). Ce trou bleu, principal élément du site, est une doline produite par l'effondrement du toit d'une grotte sous-marine ; elle s'ouvre sur le bord supérieur de la plate-forme insulaire cubaine dans la zone connue comme Mégano de Nicolao,.

## Description
L'île est inhabitée et recouverte de végétation. Elle abrite un phare datant du XIXe siècle qui a commencé à fonctionner en 1862.